# ТЕС Даммам
26°22′52″ пн. ш. 50°5′37″ сх. д. / 26.38111° пн. ш. 50.09361° сх. д.
ТЕС Даммам — теплова електростанція на східному узбережжі Саудівської Аравії.
Електростанція почала роботу не пізніше 1965 року (є відомості, що замовлення на перші два генератори компанія Ansaldo отримала у 1962-му). Наступного десятиліття вона була суттєво підсилена (відомо про введення нових потужностей в 1972, 1973, 1974, 1976, 1977 та 1978 роках), а останній етап розширення відбувся наприкінці 20 століття (турбіни додавали в 1997, 1999 та 2000 роках). Всі черги станції використовували газові турбіни, встановлені на роботу у відкритому циклі:
- 2 турбіни потужністю по 6 МВт;
- 4 турбіни Fiat TG-16 з показниками по  17,7 МВт;
- 4 турбіни Fiat TG-B потужністю по 31,5 МВт (станційні номері 7 – 10);
- 4 турбіни Fiat TG-B2 потужністю по 34,5 МВт (станційні номери 11, 12, 15 та 16);
- 3 турбіни Mitsubishi D-501 з показниками по 63,8 МВт;
- 1 турбіна Westinghouse W-251 B2 потужністю 26,1 МВт.
Не пізніше 2004-го одна з турбін Fiat TG-B була демонтована і станом на 2007 рік за ТЕС рахувалось 17 турбін загальною потужністю у літній період 379 МВт (в спекотних умовах Саудівської Аравії турбіни не можуть видавати свою номінальну потужність, тому показник Fiat TG-16 рахувався на рівні 9,9 МВт, Fiat TG-B – як 18,1 МВт, Fiat TG-B2 – як 19,5 МВт, Mitsubishi D-501 – по 40,5 МВт).
Станом на 2014-й за ТЕС рахувалось 11 турбін загальною потужністю 268 МВт.
Як засвідчують дані геоінформаційних систем, в 2022 – 2023 роках більшість турбін станції демонтували (за виключенням 3 Fiat TG-B, 3 Mitsubishi та 1 Westinghouse).
Більшу частину свого існування станція використовувала природний газ, що надходить по трубопроводу Абкайк – Даммам.